# Von Weber's Last Waltz
Von Weber's Last Waltz è un cortometraggio muto del 1912.

## Produzione
Il film fu prodotto dalla Edison Manufacturing Company.

## Distribuzione
Distribuito dalla General Film Company, il film - un cortometraggio di 130 metri - uscì nelle sale cinematografiche degli Stati Uniti il 10 febbraio 1912.
Nelle proiezioni, veniva programmato con il sistema dello split reel, accorpato in un'unica bobina con un altro cortometraggio prodotto dalla Edison, il documentario The City of Denver, 'The Queen of the Plains' .